# Schildts
Ej att förväxla med Bohlin & Co, som efter 1928 hette Holger Schildts Förlags AB.
Schildts Förlags Ab var ett svenskspråkigt bokförlag i Finland. Förlaget gav ut såväl läroböcker som skön- och facklitteratur. Huvudkontoret låg i Helsingfors och en filial fanns i Vasa. Förlaget ägdes av Svenska Folkskolans Vänner. Den 1 februari 2012 fusionerades Schildts och Söderströms till ett förlag, Schildts & Söderströms. 
Holger Schildt grundade 1913 ett förlag som 1919 ombildades till Holger Schildts Förlags AB. År 1991 slogs förlaget ihop med Editum, som gett ut läroböcker. Bland förlagets skönlitterära författare är Tove Jansson internationellt känd. Sedan år 1987 gav man också ut finskspråkig litteratur, i huvudsak översättningar men senare även finska originaltitlar. En finsk redaktion grundades 1996. Schildts var delägare i Förlagssystem Finland och Alfabeta Bokförlag i Sverige.
Den årliga utgivningen uppgick till 30–40 titlar för den allmänna redaktionens del, ett trettiotal läromedel, 20–30 finska böcker samt delupplagor från Sverige. Sortimentet omfattade skönlitteratur, faktaböcker, barnböcker och uppslagsverk. Inom facklitteraturen fokuserade Schildts på kulturhistoria i vid bemärkelse. Proportionen fackböcker, romaner och lyrik rörde sig kring 40-40-20, men varierade från år till år. Vanligen publicerade man mellan två och fem debutanter årligen, samtidigt som man brukade få in cirka 150 nybörjarmanuskript.